# Marieux
Marieux is een gemeente in het Franse departement Somme (regio Hauts-de-France) en telt 111 inwoners (2009). De plaats maakt deel uit van het arrondissement Amiens.

## Geografie
De oppervlakte van Marieux bedraagt 4,0 km², de bevolkingsdichtheid is dus 27,8 inwoners per km².
De onderstaande kaart toont de ligging van Marieux met de belangrijkste infrastructuur en aangrenzende gemeenten.

## Demografie
Onderstaande figuur toont het verloop van het inwonertal (bron: INSEE-tellingen).